# Aleksandr Kazakevič
Aleksandr Kazakevič (ur. 14 października 1986 w Wilnie) – litewski zapaśnik w stylu klasycznym, brązowy medalista olimpijski, brązowy medalista mistrzostw Europy.
Brązowy medalista igrzysk olimpijskich w Londynie w 2012 roku w kategorii 74 kg.
Ósmy na mistrzostwach świata w 2006. Ósmy igrzysk europejskich w 2015. Ósmy w Pucharze Świata 2014. Wojskowy MŚ w 2014 i drugi w 2006. Trzeci na MŚ juniorów w 2005 i Europy w 2006 roku.

## Odznaczenia
- Krzyż Oficerski Orderu „Za Zasługi dla Litwy” – 2012[1]